# Baltalimanı
Baltalimanı este un loc în cadrul raionului Sarîyer, pe Bosfor, în regiunea Istanbul. Denumirea vine de la numele lui Baltaoğlu Süleyman, amiral șef al flotei otomane de pe vremea lui Mahomed Cuceritorul și care a avut un mare rol în cucerirea Constantinopolului, fiindcă în acest port s-au pregătit corăbiile folosite în această cucerire. Vasele pregătite aici au fost duse în zona Beșiktaș și apoi pe uscat au fost urcate și coborâte în Cornul de Aur. Baltalimanı este și locul unde pe timpul lui Reșit Pașa s-au construit o casă de vacanță și o cabană de vânătoare în care, pe vremea „Epocii lalelei”, au fost găzduiți musafirii veniți din străinătate. Cabana de vânătoare încă există și, în prezent, este folosită ca spital de boli ale oaselor. 
Baltalimanı este o zonă între zonele Emirgan și Rumelihisar.

## Istorie
În 1838, în această localitate a fost semnat tratatul comercial între Imperiul Otoman și Regatul Unit al Marii Britanii și Irlandei care reglementa comerțul internațional. Unsprezece ani mai târziu a fost semnată o înțelegere între Imperiul Rus și Imperiul Otoman, prin care se reglementau situațiile politice din cele două Principate Dunărene.